# 田中恆清
田中 恆清（たなか つねきよ、1944年〈昭和19年〉 - ）は、神職。神社本庁総長。そのほか、全国八幡宮連合総本部長、一般財団法人日本文化興隆財団理事長、一般財団法人神道文化会会長、公益財団法人京都文化財団評議員、一般社団法人日本国際文化協会理事長、公益財団法人日本宗教連盟理事、世界連邦日本宗教委員会会長、日本会議副会長、神道政治連盟京都府本部長などを務める。

## 略歴
京都府生まれ。1969年國學院大學神道学専攻科修了。平安神宮権禰宜、石清水八幡宮権禰宜・禰宜・権宮司を経て、2001年より石清水八幡宮宮司。
2002年京都府神社庁長、2004年神社本庁副総長。
2010年、矢田部正巳が神社本庁総長を退任。田中は新総長に就任。同年、日本会議副会長に就任。
2011年、日本文化興隆財団理事長。2015年の神社本庁職員宿舎転売問題が発生、内部告発が起こり、2018年に一度は辞任を表明したが、のち4期目も総長職を継続。
日本宗教連盟理事長、神道文化会会長、世界宗教者平和会議評議員、ボーイスカウト日本連盟顧問、京都文化財団評議員、鎮守の森のプロジェクト顧問、世界連邦日本宗教委員会会長、國學院大學院友会評議員なども兼任。
2014年10月1日、日本会議の主導の下、憲法改正を目指す団体「美しい日本の憲法をつくる国民の会」の設立総会が永田町の憲政記念館で開かれた。田中は長谷川三千子や千玄室らとともに代表発起人に名を連ねた。
2022年6月3日の任期切れに先立つ神社本庁の臨時役員会(5月26日-29日開催)において、鷹司尚武統理は田中の後任総長として旭川神社の芦原髙穗宮司を指名した。神社本庁の事務局はこの指名に異議をとなえ、「6月3日以降も田中執行部が存続している」と各地の神社庁に通知、6月23日の臨時役員会において田中の「5選を決議」した。鷹司統理側は、先日の指名に基づいて芦原新総長の登記手続きを進めたのに対し、神社本庁の幹部職員は連名で「その者は総長の地位にない」との陳述書を裁判所に提出した。